# Zbigniew Osiński (teatrolog)

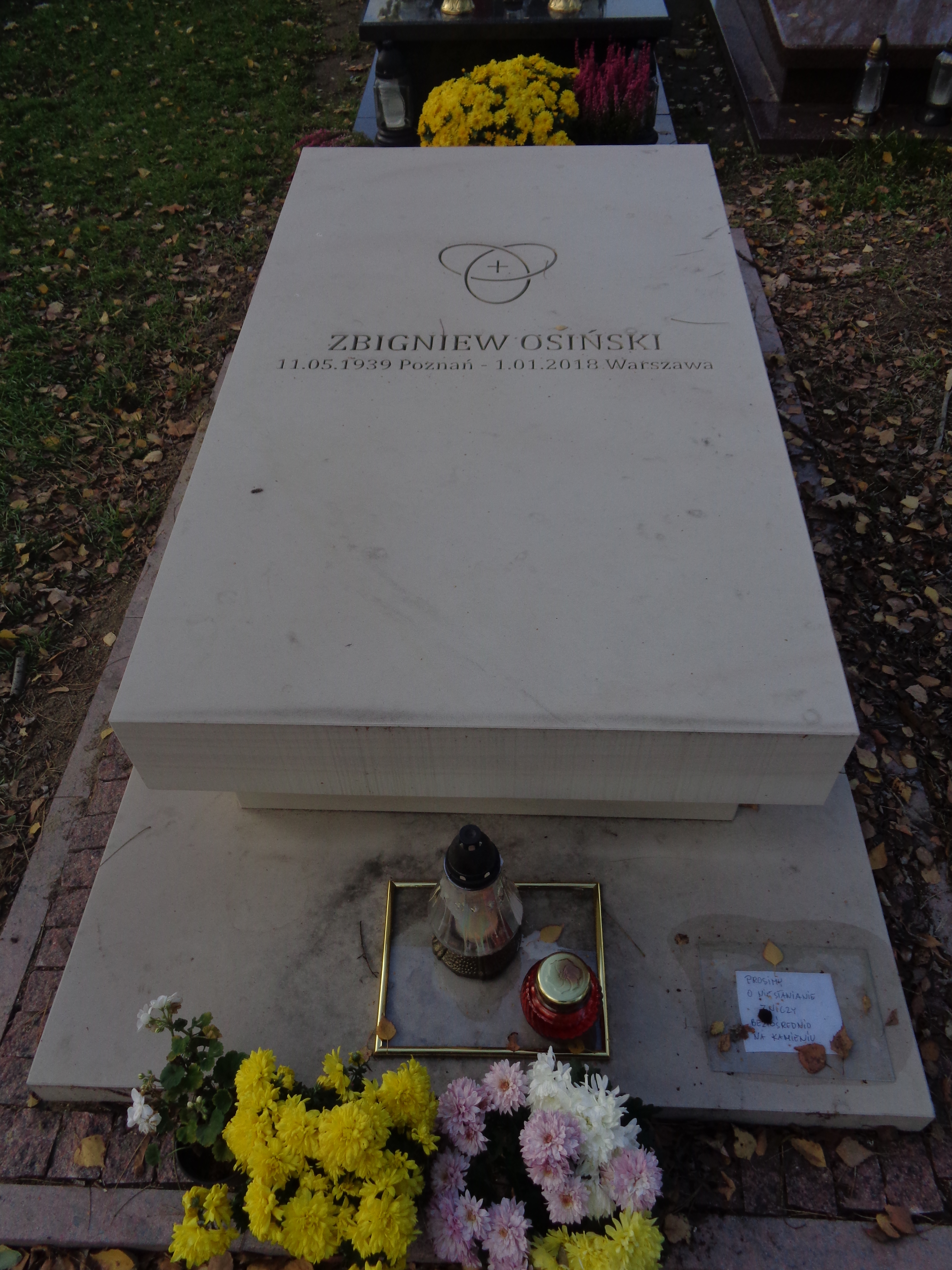
Grób Zbigniewa Osińskiego na Cmentarzu Wojskowym na Powązkach

Zbigniew Andrzej Osiński (ur. 11 maja 1939 w Poznaniu, zm. 1 stycznia 2018 w Warszawie) – polski teatrolog, historyk teatru, profesor emerytowany na Wydziale Polonistyki Uniwersytetu Warszawskiego, profesor Wydziału Wiedzy o Teatrze Akademii Teatralnej im. Aleksandra Zelwerowicza w Warszawie. W latach 1973–1977 był kierownikiem literackim Starego Teatru im. Heleny Modrzejewskiej w Krakowie. Projektodawca i pierwszy dyrektor, a od 1991 do 2004 dyrektor artystyczny i naukowy, powołanego w 1990 Ośrodka Badań Twórczości Jerzego Grotowskiego i Poszukiwań Teatralno-Kulturowych we Wrocławiu (w 2007 przemianowanego na Instytut im. Jerzego Grotowskiego, od 2005 pod nowym kierownictwem).

## Życiorys
W 1962 ukończył studia polonistyczne na Uniwersytecie im. Adama Mickiewicza w Poznaniu. Pracował naukowo na tym uniwersytecie (doktorat – 1966). W roku 1970 przeniósł się do Warszawy.
Autor prac z zakresu historii teatru i historii idei teatralnych. Wydawca pism Mieczysława Limanowskiego, Juliusza Osterwy, założycieli Reduty – pierwszego polskiego teatru laboratorium, a także Wacława Radulskiego czy Konrada Swinarskiego.
Był znany zwłaszcza z dorobku badawczego poświęconego twórczości Jerzego Grotowskiego. Jego publikacje na temat twórczości Grotowskiego zostały przetłumaczone na dwadzieścia języków. Opracował wraz z Januszem Deglerem z Uniwersytetu Wrocławskiego pierwszy w Polsce zbiór tekstów Jerzego Grotowskiego Teksty z lat 1965–1969. Przez wiele lat prowadził na temat twórczości Grotowskiego seminaria i konwersatoria ze studentami UW.
Był również autorem pierwszych tekstów poświęconych Ośrodkowi Praktyk Teatralnych „Gardzienice”, z czasów kiedy teatr ten nie był ani znany, ani powszechnie uznany (Zbigniew Osiński był uczestnikiem pierwszych wypraw zespołu), np. Gardzienice – więcej niż teatr, „Radar” 1979 nr 12; „Gardzienice: praktykowanie humanistyki” [w:] Parateatr II, Ośrodek Teatru Otwartego „Kalambur”, Wrocław 1982; czy teksty dotyczące spektaklu Gusła i wyprawy włoskiej z 1981, „Dialog” 1983 nr 2.
Kolejnym polem badań Zbigniewa Osińskiego był teatr Reduta. Opracował on korespondencję założycieli teatru, poprzedzoną obszernym wstępem, a także pisma teatralne jednego z nich Mieczysława Limanowskiego, który skądinąd był geologiem, badaczem sycylijskich Monti Peloritani. W 2003 ukazała się obszerna praca Osińskiego Pamięć Reduty. Osterwa, Limanowski, Grotowski.
W ostatnich latach swojego życia Zbigniew Osiński prowadził badawcze seminarium dotyczące recepcji teatrów orientalnych w Polsce, w którym uczestniczyli najwięksi polscy orientaliści, np. Maria Krzysztof Byrski czy Jadwiga Rodowicz.
Syn Kazimierza i Kazimiery. Pochowany na cmentarzu Powązki Wojskowe w Warszawie (kwatera D6-1-42).

## Główne prace
- Teatr Dionizosa. Romantyzm w polskim teatrze współczesnym, Wydawnictwo Literackie, Kraków 1972;
- Grotowski i jego Laboratorium, PIW, Warszawa 1980;
- Grotowski wytycza trasy, Wydawnictwo Pusty Obłok, Warszawa 1993;
- Teatr „13 Rzędów” i Teatr Laboratorium „13 Rzędów”, 1997[5];
- Jerzy Grotowski. Źródła, inspiracje, konteksty, słowo/obraz terytoria Gdańsk 1998;
- Pamięć Reduty. Osterwa, Limanowski, Grotowski, słowo/ obraz terytoria, Gdańsk 2003;
- Nazywał nas bratnim teatrem. Przyjaźń artystyczna Ireny i Tadeusza Byrskich z Jerzym Grotowskim, słowo/obraz terytoria, Gdańsk 2005.

## Nagrody
Laureat Nagrody "Miesięcznika Literackiego" (1973) za książkę "Teatr Dionizosa" (Wydawnictwo Lietrackie).